# Umberto Carrano
Umberto Carrano (Livorno, 26 dicembre 1895 – Rob Gheveà, 4 settembre 1937) è stato un militare italiano, decorato di medaglia d'oro al valor militare alla memoria nel corso delle operazioni di controguerriglia in Africa Orientale Italiana.

## Biografia
Nacque a Livorno il 26 dicembre 1895, figlio di Giovanni e Maria Martinez.
Arruolatosi nel Regio Esercito in qualità di allievo ufficiale di complemento in forza al 52º Reggimento fanteria nel gennaio 1915, nel giugno successivo, dopo l'inizio della guerra contro l'Impero austro-ungarico, fu promosso sottotenente ed assegnato in zona di operazioni al 43º Reggimento fanteria. Transitato in servizio permanente effettivo dal 1º maggio 1916, sette mesi dopo, il 25 novembre, partì per l'Africa Orientale, assegnato all'VIII Battaglione indigeni del Regio corpo truppe coloniali d'Eritrea. Promosso tenente nel febbraio 1917, due anni dopo ritornò in Italia, rientrando in servizio al 43º Reggimento fanteria. Dal giugno all'agosto 1920 prese parte alle operazioni belliche in Albania col 112º Reggimento fanteria e il 29 maggio dell'anno successivo fu nuovamente destinato al R.C.T.C. dell'Eritrea, giungendo a Massaua, assegnato al XII Battaglione indigeni. Successivamente prestò servizio nel III e poi nel X Battaglione indigeni, partecipando al ciclo operativo per la riconquista della Libia, prestando servizio in Cirenaica negli anni 1923, 1924 e 1925. Dopo un periodo di circa due anni trascorsi in patria nel 52º Reggimento fanteria, rientrò a domanda in Cirenaica e, promosso capitano nell'ottobre 1927, rimase in servizio presso il Regio corpo truppe coloniali della Cirenaica fino al marzo 1933. Due anni dopo, trasferito d’autorità nel Regio corpo truppe coloniali della Somalia italiana, sbarcò a Mogadiscio il 22 febbraio 1935, partecipando alle operazioni belliche nel corso della guerra d'Etiopia. Nel giugno 1936 assunse l'incarico di aiutante maggiore in 1ª del 1º Raggruppamento arabo-somalo, assumendo poi, con la promozione a maggiore, il comando del VI Battaglione arabo-somalo. Cadde in combattimento durante le operazioni di controguerriglia a Rob Gheveà, nel Goggiam, il 4 settembre 1937, e fu decorato con la medaglia d'oro al valor militare alla memoria.

### Fonti
1. 1 2 3 4 5 6 7 8 9 10  Combattenti Liberazione.
2. 1 2  Gruppo Medaglie d'Oro al Valor Militare 1965, p. 272.
3. ↑  Registrato alla Corte dei conti lì 7 agosto 1939, registro 6 Africa Italiana, foglio 326.
4. ↑   CARRANO Umberto, Medaglia d'oro al valor militare, su Sito della Presidenza della Repubblica.